# Spękana Szczelina
Spękana Szczelina – jaskinia w Dolinie Kościeliskiej w Tatrach Zachodnich. Wejście do niej położone jest w Wąwozie Kraków, w stoku opadającym spod Upłazkowej Turni, w pobliżu Jaskini przy Perci, na wysokości 1230 m n.p.m. Długość jaskini wynosi 11,5 metrów, a jej deniwelacja 5 metrów.

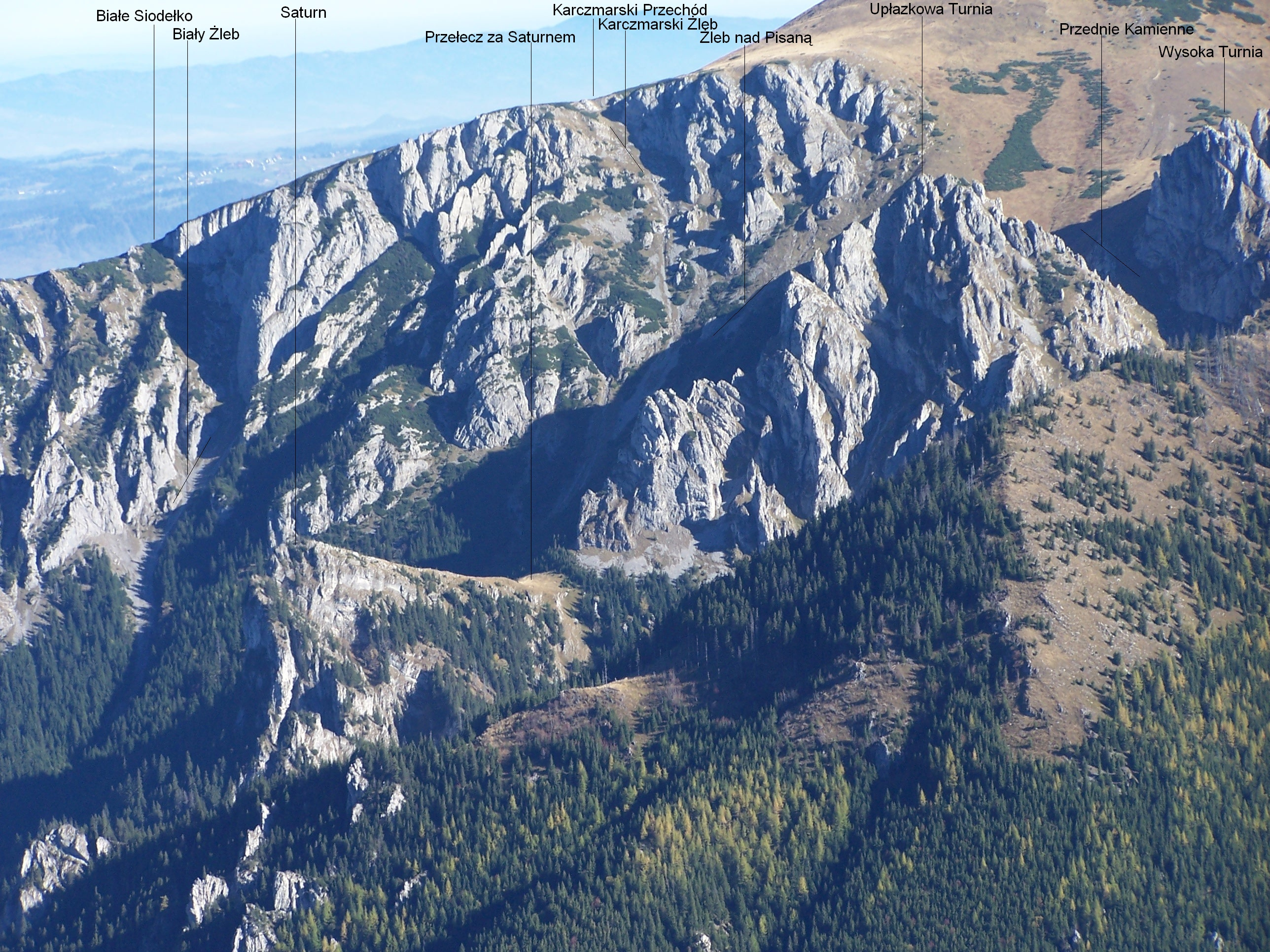
Widok z Ornaku

## Opis jaskini
Jaskinię stanowi stromo idący do góry szczelinowy korytarz zaczynający się w niewielkim otworze wejściowym, a kończący zawaliskiem. W połowie jego długości znajduje się 1,2-metrowy prożek.

## Przyroda
W jaskini brak jest nacieków. Ściany są wilgotne. W pobliżu otworu rosną na nich porosty.

## Historia odkryć
Nieznana jest data i nazwiska odkrywców jaskini. Prawdopodobnie była znana od dawna. Jej pierwszy plan i opis sporządziła I. Luty przy pomocy R. Cygana w 1994 roku.